# Héctor Martínez Fernandini
Pedro Héctor Martínez Fernandini, más conocido como Héctor Martínez (Lima, 16 de julio de 1885 - Lima, 12 de febrero de 1953) fue un militar y político peruano, que llegó al rango de General de Brigada del Ejército del Perú. Durante el gobierno del presidente José Luis Bustamante y Rivero fue ministro de Guerra, de junio a octubre de 1948.

## Biografía
Nació en Lima, siendo hijo de Pedro Antonio Martínez Calmet y Adelaida Fernandini Tillit.
En 1901 ingresó como alumno de la División Superior de la Escuela Militar de Chorrillos y en 1905 egresó con el grado de alférez de artillería. Ascendió a teniente en 1907 y a capitán en 1910.
El 8 de enero de 1941 ascendió al rango de General de Brigada, por resolución legislativa dada durante el primer gobierno de Manuel Prado. En ese mismo año se desempeñó como inspector general del Ejército.

### Ministro de Estado
El 17 de junio de 1948, durante el gobierno del presidente José Luis Bustamante y Rivero, prestó juramento como ministro de Estado en el despacho de Guerra, formando parte del gabinete ministerial presidido por el aviador Armando Revoredo Iglesias.
Desempeñó su gestión ministerial en un periodo de crisis política, durante el cual se produjo la rebelión aprista del Callao del 3 de octubre de 1948, protagonizada por algunos oficiales y marineros de la escuadra, la misma que fue sofocada sangrientamente. El día 27 del mismo mes sobrevino el golpe de Estado encabezado por el general Manuel A. Odría, que puso fin al gobierno de Bustamante.
Falleció en Lima, en 1953.